# ワグネル・ダ・シウヴァ・ソウザ
ワギニーニョ（Waguininho）こと、ワグネル・ダ・シウヴァ・ソウザ（Wagner da Silva Souza，1990年1月30日 - ）は、ブラジル・クバタン出身のサッカー選手。ポジションはフォワード。コリチーバFC所属。
Kリーグ時代の登録名はバグニーニョ（ハングル: 바그닝요）。

## 経歴
2016年1月、Kリーグ2の富川FC 1995に期限付き移籍。
2018年、水原三星ブルーウィングスに完全移籍した。同年4月17日のAFCチャンピオンズリーグ・鹿島アントラーズ戦では決勝点をアシストした。